# IC 1164
IC 1164 је појединачна звијезда у сазвјежђу Мали медвјед која се налази на листи објеката дубоког неба у Индекс каталогу.
Деклинација објекта је + 70° 35' 12" а ректасцензија 15h 55m 2,7s.